# Restio capillaris
Restio capillaris är en gräsväxtart som beskrevs av Carl Sigismund Kunth. Restio capillaris ingår i släktet Restio och familjen Restionaceae. Inga underarter finns listade i Catalogue of Life.